# Zlati rez
Zlati rez (latinsko sectio aurea, tudi sectio divina) je razmerje, ki ga lahko ponazorimo z razdelitvijo daljice na dva neenaka dela tako, da je razmerje celotne dolžine daljice proti večjemu enako razmerju večjega proti manjšemu. To razmerje je približno 1,618033988749894...
Eden največjih antičnih matematikov in predvsem geometrov Evklid je v svojih Elementih (V, 11. trditev) postavil problem, ki se glasi: »Dano daljico razdeli na dva neenaka dela tako, da bo ploščina pravokotnika, očrtanega nad celotno daljico z višino manjšega dela daljice, enaka ploščini kvadrata, očrtanega na večjem delu daljice.«
Njegova konstrukcijska rešitev privede do delitve dane daljice v razmerju zlatega reza kot odnosa med posameznimi deli daljice, prav tako pa tudi odnosa posameznih delov daljice proti celotni daljici. Evklid je dano daljico razdelil na dva dela in ju poimenoval major (večji del - M) in minor (manjši del – m) tako, da je veljalo naslednje sorazmerje
{\displaystyle {m \over M}={M \over m+M}\qquad (1),}
ali kot je to prikazano na Sliki 1
{\displaystyle {AF \over AC}={AC \over CF}\qquad (2).}
Iz sorazmerja (1) pridemo po ureditvi do Pitagorovega izreka, ki je osnova za klasično konstrukcijo zlatega reza na daljici:
{\displaystyle M^{2}+\left({M \over 2}\right)^{2}=\left({m+{M \over 2}}\right)^{2}\qquad (3).}
Točko C imenujemo zlata točka, ki deli daljico AB v zlatem rezu. Konstrukcijsko gledano je zlati rez konstrukcijski postopek delitve daljice na dva neenaka dela tako, da je krajši del proti daljšemu v enakem razmerju kot daljši del proti celotni dolžini daljice.
Po rešitvi (3) se izkaže, da je razmerje M:m vedno enako 1,61803398874989... Število imenujemo število zlatega reza.

## Metoda neprekinjene delitve ali širitve
Delitev daljice po metodi zlatega reza drugače imenujemo tudi metoda neprekinjene delitve, ker so vsi omenjeni deli daljice po parih (M - m, m; m, M; M, m+M) v stalnem sorazmerju. Metoda zlatega reza kot delitvenega postopka se pokaže predvsem v zaporedju dolžin delov daljice, in sicer kot:
{\displaystyle \uparrow :m,M,m+M,m+2M,2m+3M,3m+5M,...\qquad (4),}
če osnovno daljico širimo oziroma
{\displaystyle \downarrow :M+m,M,m,M-m,2m-M,2M-3m,5m-3M,...\qquad (5),}
če osnovno daljico krčimo.
Poenostavljeni primer širitve ali krčitve daljice prikazuje Slika 3, s katero lahko definiramo zunanji in notranji zlati rez.
O notranjem zlatem rezu govorimo, ko moramo daljico razdeliti v zlatem rezu (na minor in na major). Zunanji zlati rez pa je dopolnitev oziroma razširitev daljice, ki naj ustreza majorju do daljice, katere dopolnjeni odsek tvori s prejšnjim zlato razmerje.
Za splošne podatke o zlatem rezu glejte Zlati rez.
Daljico AB presekamo v zlatem rezu (označenim s točko C), kadar leži točka C na daljici AB in jo deli na dva neenaka dela (AC in CB), pri čemer je razmerje med dolžino celotne daljice AB in daljšim delom daljice enako razmerju med daljšim in krajšim delom daljice.
Če podaljšamo v zlatem rezu (točki E) deljeno daljico AB za njen večji del, se zlati rez nove daljice (ED) nahaja v točki B, tj. v končni točki prejšnje daljice. Omenjeni postopek lahko poljubno ponavljamo.
Točko E lahko določimo na več različnih načinov.

## Zlati rez pri Evklidu in Platonu
Prvi, danes nam znani zapisi o vprašanju zlatega reza, izvirajo iz obdobja matematika in geometra Evklida, ki je živel na prehodu iz tretjega v drugo stoletje pred našim štetjem. V Egiptu in Grčiji je Evklid vodil predavanja, ki jih je poslušal tudi Platon. Napisal je več knjig o matematiki in geometriji, v katerih je obravnaval razmerja, kakor tudi kompleksne probleme kot sta »kvadratna iracionalnost« in »stereometrija«.
V dialogu Država Platon svojim sogovornikom razloži, da se nauk o površini imenuje geometrija. O vprašanju razmerij rapravlja v dialogu Timaj (Timaios), kjer opisuje tudi to, čemur danes rečemo »zlati rez«. Pravi takole:
»...kajti, če se izmed treh števil, naj si bodo zmnožki ali kvadrati, srednje do zadnjega vede kakor prvo do sredinskega, in enako zadnje do srednjega kakor srednje do prvega, sledi, da če postaviš srednje na prvo in zadnje mesto ter zadnjega in prvega na sredino, ostane razmerje vedno enako; kadar pa ostajajo vedno v enakem medsebojnem razmerju, sestavljajo celoto. Če bi bilo torej zemeljskemu telesu namenjeno postati gola površina, brez globine, bi zadostoval srednji člen za svojo združitev z drugima dvema...«
V tem dialogu Platon obravnava vprašanje nastanka Zemlje.